# Tabloid Junkie
Tabloid Junkie är en låt ifrån albumet HIStory av Michael Jackson.
Låten släpptes aldrig som singel, men finns med på dubbelskivan HIStory, som låt nummer 11 på den andra skivan. Låten ses som väldigt arg och personlig, och handlar om att man inte ska tro att allt som media skriver och säger är sanning.